# Jubiliejnaja plošča (metropolitana di Minsk)
La stazione Jubiliejnaja plošča' (Юбілейная плошча; in russo Юбилейная площадь?, Jubilejnaja ploščad) è una stazione della metropolitana di Minsk, capolinea settentrionale della linea Zielienalužskaja.
Costituisce punto d'interscambio con la stazione Frunzenskaja della linea Aŭtazavodskaja.